# Ben Krikke
Ben Krikke (Edmonton, 23 de marzo de 2001) es un baloncestista canadiense que pertenece a la plantilla de Club Ourense Baloncesto de la Primera FEB. Con 2,05 metros de estatura, juega en la posición de pívot.

## Trayectoria deportiva
Es un pívot formado en la Jasper Place High School de su ciudad natal hasta 2019, cuando ingresó en la Universidad de Valparaiso, situada en Valparaíso, en el estado de Indiana, donde jugaría durante cuatro temporadas la NCAA con los Valparaiso Beacons, desde 2019 a 2023.
En 2023, ingresa en la Universidad de Iowa, situada en Iowa City, Iowa, donde jugaría durante una temporada la NCAA con los Iowa Hawkeyes.
El 1 de mayo de 2024, firma con los Edmonton Stingers de la CEBL.
El 19 de julio de 2024, firma por el Club Ourense Baloncesto de la Liga LEB Oro.